# Jürgen Brecht
Jürgen Brecht (n. 1 martie 1940, Speyer, Germania Nazistă) este un scrimer german, medaliat olimpic. A participat la 3 ediții ale Jocurilor Olimpice (1960, 1964, 1968) în care a câștigat o medalie de bronz.